# Phisit Wangphonphathanasiri
Phisit Wangphonphathanasiri (en tailandés: พิสิษฐ์ หวังผลพัฒนศิริ; 1 de enero de 1987) es un deportista tailandés que compite en tenis de mesa adaptado. Ganó dos medallas en los Juegos Paralímpicos de París 2024.

## Palmarés internacional
| Juegos Paralímpicos | Juegos Paralímpicos | Juegos Paralímpicos | Juegos Paralímpicos |
| Año                 | Lugar               | Medalla             | Prueba              |
| ------------------- | ------------------- | ------------------- | ------------------- |
| 2024                | París (Francia)     | Medalla de plata    | Dobles MD14         |
| 2024                | París (Francia)     | Medalla de bronce   | Individual MS8      |